# Michaela Klimková
Michaela Klimková, provdaná Mikešová, pseudonym Míša (* 1970, Frýdek-Místek), je česká lékařka-gynekoložka, zpěvačka.

## Kariéra
Po maturitě na gymnáziu Mikuláše Koperníka v Bílovci vystudovala na lékařské fakultě Univerzity Palackého v Olomouci. Debutovala jako zpěvačka v hudební skupině Here, ze které přešla v červenci 1993 do skupiny Shalom , jejímž frontmanem byl její pozdější partner Petr Muk. První videoklipy skupiny Shalom vznikly v Izraeli. Na druhém projektu alba Shalom se podílely opět vokalistky z prvního projektu, spolu s Lindou Finkovou a Michaelou Klimkovou. V roce 1994 kapela vydala singl Someday natočený v Londýně. Míša Klimková také zpívala krátce se skupinami Mňága a Žďorp nebo později Wanastowi Vjecy.
Od roku 1996 působí jako gynekoložka, v Gynekologicko-porodnické klinice Zemská porodnice u Apolináře v Praze 2. Zpívá také od roku 1997 s pražskou kapelu B.LUES. Působí v gynekologicko-porodnické ambulanci KCK SALVE s r.o. v Praze 4. V únoru 2005, po jedenácti letech soužití, se rozešla s Petrem Mukem. V roce 2005 odešla z aktivní pop-music a věnovala se výhradně praktické medicíně. V říjnu 2007 účinkovala v televizním seriálu Pojišťovna štěstí. Po manželství přijala příjmení Mikešová. 21. prosince 2011 porodila syna Maxe.

## Dílo

### Diskografie (výběr)
- 1993: CD Here 2
- 1994: Album Shalom (3): Ve vetru, Za láskou, Dech
- 1994: Album 5.4.3.2.1: Shalom!: Koncert v belmondach
- 1994: se skupinou Mňága a Žďorp Album, CD Petr Fiala-Nečum a tleskej! (vol. 2): Měsíc!, Na malí procházce tmou
- 1997: se skupinou Wanastowi Vjecy Album 333 stříbrnejch stříkaček: V princeznách (jako doktorka Míša Klimková)
- 1997: s Petrem Mukem: Kdyby tady byla taková panenka[5]
- 1999: s Petrem Mukem: Jsi ztracená [6]
- 2000: CD, Single Petr Muk-Zrcadlo: Ona se braní, Zrcadlo
- 2004: Album, CD Petr Muk-Jizvy lásky: Kdy se vrátíš, Stoupám ti do hlavy, Říkám teď (anebo níkdy), Jsem knihou, kterou spálíš, Šalala, Ten den, ta noc, Letím do snů
- 2005: Album, CD Petr Muk-Osud ve dlaních: Oh ľamour
- 2006: Album, CD České srdce-Barvy: Náměsíčnej

### Filmografie
- 2007: Pojišťovna štěstí - 33. dil: Konečně vlastní život

### Publikace (výběr)
- et al.: Progesteron a jeho neuroaktivní metabolity v mechanismu porodu. v: Česká gynekologie. 2010, roč. 75, č. 1, s. 9–15. ISSN 1210-7832 (elektronická verze)
- et al.: Is maternal progesterone actually independent of the fetal steroids? v: Physiological research. 2010, roč. 59, č. 2, s. 211–224. ISSN 1802-9973 (elektronická verze)
- et al.: Steroid metabolome in fetal and maternal body fluids in human late pregnancy. v: The Journal of Steroid Biochemistry and Molecular Biology. 2010 Oct, 122(4), s. 114–132 doi:10.1016/j.jsbmb.2010.05.007
- et al.: The distribution of placental oxidoreductase isoforms provides different milieus of steroids influencing pregnancy in the maternal and fetal compartment. v: Hormone molecular biology and clinical investigation 12/2010, 4(3). doi:10.1515/HMBCI.2010.077
- et al.: Steroid profiling in pregnancy. A focus on the human fetus. v: The Journal of steroid biochemistry and molecular biology 04/2013, s. 139. doi:10.1016/j.jsbmb.2013.03.008